# Lamoni (Iowa)
Lamoni es una ciudad ubicada en el condado de Decatur en el estado estadounidense de Iowa. En el Censo de 2010 tenía una población de 2.324 habitantes y una densidad poblacional de 261,45 personas por km².

## Geografía
Lamoni se encuentra ubicada en las coordenadas 40°37′13″N 93°56′3″O / 40.62028, -93.93417. Según la Oficina del Censo de los Estados Unidos, Lamoni tiene una superficie total de 8.89 km², de la cual 8.64 km² corresponden a tierra firme y (2.83%) 0.25 km² es agua.

## Demografía
Según el censo de 2010, había 2324 personas residiendo en Lamoni. La densidad de población era de 261,45 hab./km². De los 2324 habitantes, Lamoni estaba compuesto por el 88.64% blancos, el 5.72% eran afroamericanos, el 0.65% eran amerindios, el 1.12% eran asiáticos, el 0.69% eran isleños del Pacífico, el 1.2% eran de otras razas y el 1.98% pertenecían a dos o más razas. Del total de la población el 4.48% eran hispanos o latinos de cualquier raza.